# Таран, Виталий Михайлович
Таран Виталий Михайлович (19 ноября 1939, Алушта — 2017) — советский и украинский ученый в области процессов и оборудования пищевых, фармацевтических и микробиологических производств. Доктор технических наук, профессор. Лауреат государственной премии Украины в области науки и техники. Заслуженный работник образования Украины.

## Биография
Родился 19 ноября 1939 г. в г. Алушта в семье рабочих.
В 1963 г. он успешно окончил механический факультет Киевского технологического института пищевой промышленности (ныне — Национальный университет пищевых технологий).
После окончания института в 1963-65 годах работал заведующим ремонтно-механического цеха Джанкойского консервного завода.
В 1965 г. Таран поступает в аспирантуру на кафедру процессов и аппаратов, и в 1970 г. защищает диссертацию на соискание учёной степени кандидата технических наук по теме «Исследование однонаправленных тарелок для применения их в спиртовой промышленности» по специальности «Машины и аппараты пищевой промышленности». Научный руководитель-профессор Всеволод Стабников.
Все последующие годы жизни Виталий Таран посвящает научной и научно-педагогической работе в университете: сначала — на должности ассистента, а с 1970 г. — старшего преподавателя, с 1973 г. — доцента, в 1989 г. его избирают профессором кафедры Машин и аппаратов пищевых производств (ныне — http://mechanic.nuft.edu.ua/ кафедра машин и аппаратов пищевых и фармацевтических производств), а с 1999 по 2013 г. он заведовал этой кафедрой.
В 1989 г. Виталий Таран защитил диссертацию на соискание ученой степени доктора технических наук по теме «Повышение эффективности газожидкостных массообменных процессов в пищевой технологии и совершенствование их аппаратного оформления» по специальности «Процессы и аппараты пищевых производств».
Виталий Таран работал членом и заместителем председателя Диссертационного совета по защите докторских диссертаций, членом экспертного совета по технологии пищевой и легкой промышленности Высшей аттестационной комиссии Украины, в течение нескольких лет был ответственным секретарем приемной комиссии университета.
Был членом редакционных коллегий научных журналов Украины и Болгарии.
За цикл работ по ректификации спирта в 1998 г. профессору Виталию Тарану присуждена Государственная премия Украины в области науки и техники.
Виталий Таран всегда принимал активное участие в общественной жизни университета. На протяжении 7 лет (1998—2005 г.) он возглавлял профсоюз преподавателей и сотрудников Национального университета пищевых технологий, был членом бюро профсоюза работников образования и науки города Киева.
За добросовестный и упорный труд профессор Виталий Таран награждён медалями, почетными знаками и грамотами Министерства Образования и науки Украины, Министерства аграрной политики Украины, грамотами Профсоюзов работников образования и науки города Киева, имеет почетное звание «Заслуженный работник образования Украины».

## Научная деятельность
Профессор Виталий Таран — ведущий ученый в направлении интенсификации массообменных процессов пищевых производств и совершенствование их аппаратурного оформления. Он теоретически и экспериментально обосновал повышение эффективности массообменных процессов в газожидкостных системах методом направленного ввода фаз и организацией контролируемых циклических режимов. Осуществлена практическая реализация в колонных аппаратах новых гидродинамических режимов и контролируемых циклических процессов.
Научные разработки Тарана В. М. внедрены в серийное производство на предприятиях пищевой промышленности Украины, Узбекистана, Беларуси, России. Более чем 25 ректификационных аппаратов с разработанными контактными устройствами работают на 15 предприятиях гидролизной промышленности.
За цикл работ по ректификации спирта в 1998 г. профессору Виталию Тарану присуждена Государственная премия Украины в области науки и техники.

## Членство в редакционных коллегиях журналов
- Пищевая промышленность (Украина)
- Ukrainian Food Journal (Украина)
- Journal of Food and Packaging Science, Technique and Technologies Архивная копия от 28 сентября 2018 на Wayback Machine (Болгария)
- Научные труды Национального университета пищевых технологий (Украина)

## Преподавательская деятельность

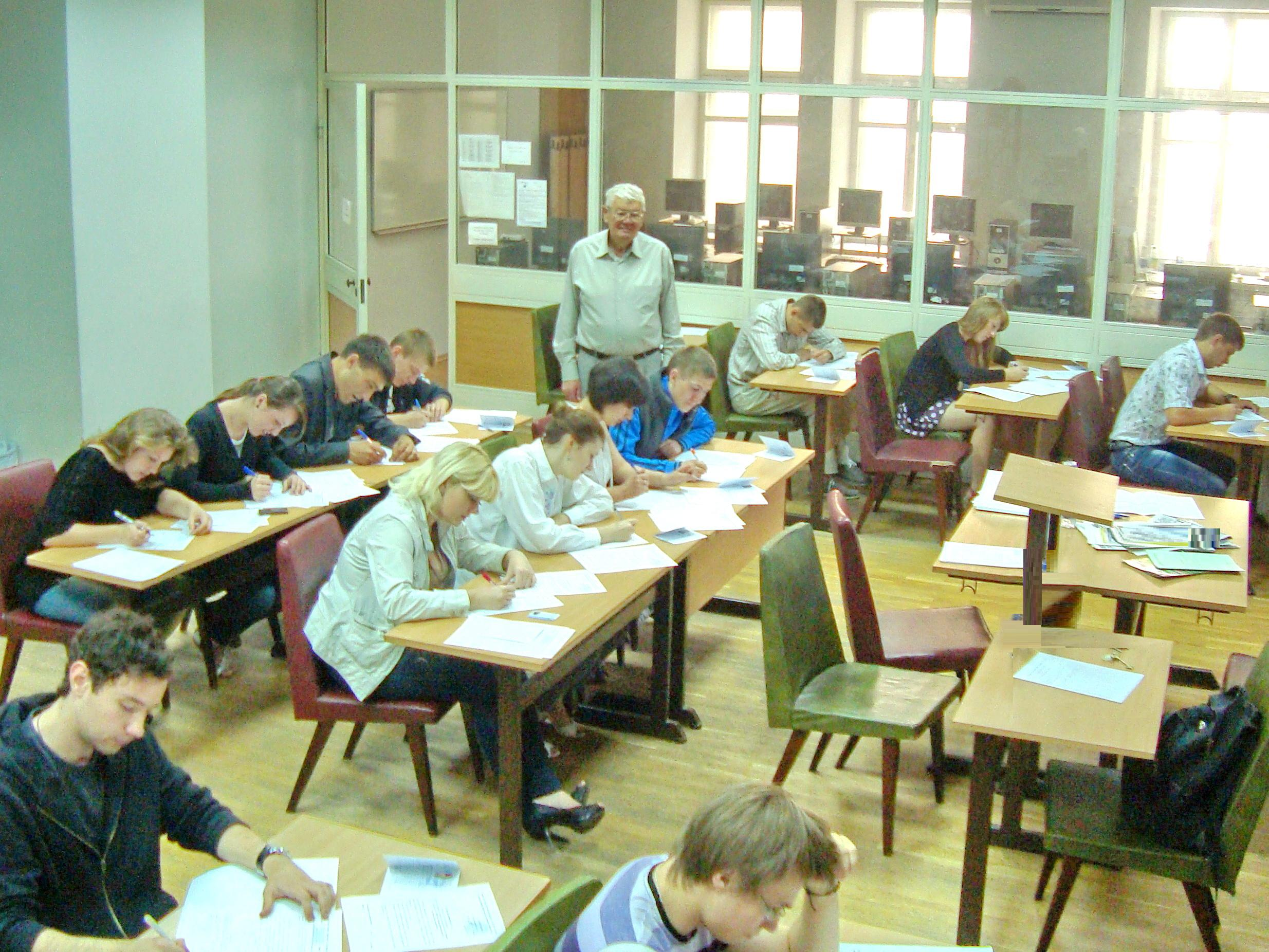
Лекция профессора Виталия Тарана

Профессор Виталий Таран преподавал учебные дисциплины «Процессы и аппараты пищевых производств», «Технологическое оборудование пищевых производств» и другие. Руководил секцией технологического оборудования бродильных производств. Был пионером в использовании инновационных методов обучения, в частности в 1980-90 годах активно использовал учебное телевидение, а позже — мультимедийные средства обучения.
Опубликовал 30 учебных пособий и методических разработок.
В составе авторского коллектива подготовил разделы к 3-м учебникам:
- «Оборудование предприятий перерабатывающей и пищевой промышленности» (2007 г.),
- «Процессы и аппараты пищевых производств» (2003 г.),
- «Проектирование процессов и аппаратов пищевых производств» (1982 г.).

Под руководством Тарана В. М защищено 14 кандидатских диссертаций, подготовлено 30 магистров и более тысячи инженеров.

## Семья
Жена — Христиансен Маргарита Георгиевна

## Звания и должности
- Кандидат технических наук (1970)
- Доктор технических наук (1989)
- Профессор (1989)
- Заведующий кафедрой Машин и аппаратов пищевых и фармацевтических производств (1999)

## Награды

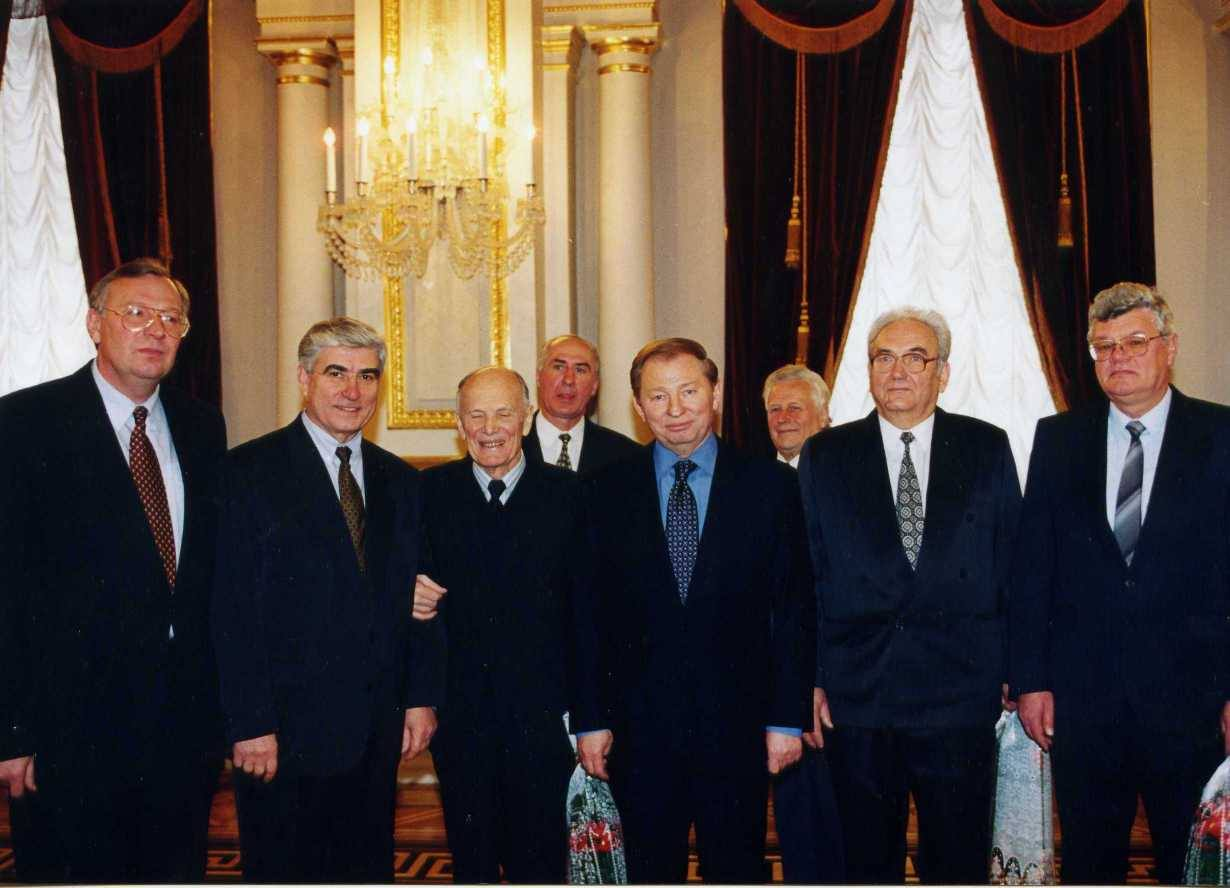
Во время вручения государственной премии в области науки и техники

- Государственная премия Украины в области науки и техники (1998)
- Заслуженный работник образования Украины

## Научные работы
Профессор Виталий Таран-автор более 300 научных работ, 27 патентов.
- Maleta V., Kiss A., Taran V., Maleta B. (2011), Understanding process intensification in cyclic distillation systems, Chemical Engineering and Processing — Process Intensification, Volume 50, Issue 7, pp. 655—664. DOI: 10.1016/j.cep.2011.04.002
- Виталий Таран, Александр Гавва, Владимир Теличкун, Алексей Губеня, Валентин Решетняк (2013), Исторические фрагменты развития кафедры машин и аппаратов пищевых и фармацевтических производств НУПТ, «Ukrainian Food Journal», Volume 2. Issue 4, pp. 618—624.
- Таран В. М., Анистратенко В. А., Стабников В. Н. (1968), Сравнение гидродинамических характеристик чешуйчатых тарелок различных размеров, « Теоретические основы химической технологии», № 6, с. 914—920.
- Таран В. М., Мельник М. Л., Корниенко В. В. (2012), обезвоживание этилового спирта морденитом, «пищевая промышленность», С. 135—138.